# Francisco Jiménez Tejada
Francisco Jiménez Tejada, mer känd som Xisco, född 26 juni 1986 i Palma de Mallorca i Spanien, är en spansk fotbollsspelare. Han spelar för Racing Santander, dit han är på lån från Newcastle.

## Fotnoter
1. ↑  transfermarkt.com, transfermarkt.com spelar-ID: 34564, läst: 9 oktober 2017.[källa från Wikidata]
2. ↑  Base de Datos del Futbol Argentino, BDFA spelar-ID: 61114.[källa från Wikidata]
3. ↑  As, Grupo PRISA, AS.com atlet-id: xisco/15239.[källa från Wikidata]